# کاکایی راس
کاکایی راس (نام علمی: Rhodostethia rosea) نام یک گونه از تیره مرغ نوروزی است.